# 黒い絨毯
『黒い絨毯』（くろいじゅうたん、原題：The Naked Jungle）は、1954年制作のアメリカ合衆国のホラー・パニック映画。『黒い絨氈』との表記もある。
南米アマゾン川上流の開拓地を舞台に、人喰いアリの大群と農園主の戦いを描いたホラー・パニック映画。カール・スティーヴンソン原作の小説“Leiningen Versus the Ants”の映画化。『宇宙戦争』のジョージ・パル製作、バイロン・ハスキン監督。

## あらすじ
1901年、アメリカ人女性ジョアンナは南米アマゾン川上流の奥地で農園を経営するクリストファー・レニンジェンと結婚するため、この地にやってきた。
ある夜、レニンジェンのところへ役人が訪れてきた。役人から上流に事変が起こった知らせを受けて、レニンジェンは役人と共に調査に出る。彼の意固地さを見てとても一生添いとげられないと思いアメリカに帰る気になったジョアンナも途中まで同行するが、とある集落で彼らは恐るべき事態を知る。
それはマラブンタと呼ばれる人喰いアリ（架空の人喰いアリ、モデルはグンタイアリ）が数百年ぶりの集団移動が始めたというものであった。マラブンタは移動する際、通り道にある動植物をことごとく喰いつくしてしまう恐るべきアリであった。
レニンジェン達は農園を守るべく急いで引き返し、マラブンタの侵入を防ぐため様々な防御策を施すが、マラブンタはそれを破ってついに農園の敷地内に侵入してくる。追いつめられたレニンジェン達は、最後の手段をとる。

## キャスト
| 役名                           | 俳優                   | 日本語吹替                                   | 日本語吹替        | 日本語吹替 |
| 役名                           | 俳優                   | 東京12ch版                                   | 日本テレビ版      |            |
| ------------------------------ | ---------------------- | -------------------------------------------- | ----------------- | ---------- |
| ジョアンナ                     | エリノア・パーカー     | 武藤礼子                                     | 田島令子          |            |
| クリストファー・ライニンジャン | チャールトン・ヘストン | 納谷悟朗                                     | 磯部勉            |            |
| インカチャ                     | エイブラハム・ソファー | 千葉耕市                                     | 納谷六朗          |            |
| コミッショナー                 | ウィリアム・コンラッド | 神山卓三                                     | 坂口芳貞          |            |
| 船長                           | ロモ・ヴィンセント     | 勝田久                                       | 峰恵研            |            |
| 祈祷師                         | ダグラス・フォーリー   |                                              |                   |            |
| グルーバー                     | ジョン・ディアクス     | 千葉順二                                     | 大宮悌二          |            |
| コティーナ                     | レオナルド・ストロング | 嶋俊介                                       | 田原アルノ        |            |
| ザラ                           | ノーマ・カルデロン     | 恵比寿まさ子                                 | 井上喜久子        |            |
| 不明 その他                    | N/A                    | 山本嘉子 吉沢久嘉 矢田耕司 中江真司 納谷六朗 | 星野充昭 桜井敏治 |            |
| 日本語版スタッフ               |                        |                                              |                   |            |
| 演出                           | 演出                   | 旭谷暘                                       | 福永莞爾          |            |
| 翻訳                           | 翻訳                   | 三枝邦子                                     | 井場洋子          |            |
| 調整                           | 調整                   |                                              | 小野敦志          |            |
| 選曲                           | 選曲                   |                                              | 東上別符精        |            |
| 効果                           | 効果                   |                                              | リレーション      |            |
| 制作                           | 制作                   | 東北新社                                     | 東北新社          |            |

- 東京12ch版：初回放送1970年6月4日『木曜洋画劇場』
- 日本テレビ版：初回放送1989年11月24日『金曜ロードショー』※DVD収録

## 地上波放送履歴
| 回数  | テレビ局   | 番組名           | 放送日         | 吹替版       |
| ----- | ---------- | ---------------- | -------------- | ------------ |
| 初回  | テレビ東京 | 木曜洋画劇場     | 1970年6月4日   | 東京12ch版   |
| 2回目 | テレビ東京 | 木曜洋画劇場     | 1971年8月12日  | 東京12ch版   |
| 3回目 | 日本テレビ | 水曜ロードショー | 1976年9月22日  | 東京12ch版   |
| 4回目 | 日本テレビ | 水曜ロードショー | 1982年6月16日  | 東京12ch版   |
| 5回目 | 日本テレビ | 金曜ロードショー | 1989年11月24日 | 日本テレビ版 |
| 6回目 | 日本テレビ | 金曜ロードショー | 1995年5月19日  | 日本テレビ版 |

## その他
マラブンタの襲撃とその撃退法のシーンは、テレビドラマ『冒険野郎マクガイバー』第6話「失われた大地」（1985年）にそっくりフィルムごと流用された。